# Generaal der Bergtroepen
Generaal der bergtroepen (Duits: General der Gebirgstruppe) was een rang in de Wehrmacht, het leger van nazi-Duitsland. Een Generaal der bergtroepen was het equivalent van een drie-sterrengeneraal in het Britse leger en het Amerikaanse leger.  Hij voerde het bevel over een korps of een leger.  Hij was hoger in rang dan een luitenant-generaal en lager dan een kolonel-generaal.
De Wehrmacht creëerde deze functie in 1940.  Door het samenvoegen van verschillende bergregimenten was de noodzaak was ontstaan om hun bevelhebbers te bevorderen tot een rang, waarbij ze op gelijke hoogte stonden als andere generaals. De rang was gelijkwaardig met de reeds bestaande generaal der infanterie, generaal der cavalerie en generaal der artillerie. Samen met de Generaal der bergtroepen werden ook andere rangen in het leven geroepen: generaal der genie-troepen, generaal der pantsertroepen en generaal van de verbindingstroepen.
In tegenstelling tot de andere generaals droegen de generaals der bergtroepen geen kepie, maar een muts.  Bovendien droegen ze op hun mouw een insigne van een edelweiss.
In de Luftwaffe bestonden gelijkaardige rangen, namelijk generaal der vliegeniers, generaal der parachutisten en generaal der luchtverbindingstroepen.

## Generaals der Bergtroepen van de Wehrmacht
| Naam                                            | Geboortejaar | Overlijdensjaar | Benoeming  | Opmerking                                                                                       |
| ----------------------------------------------- | ------------ | --------------- | ---------- | ----------------------------------------------------------------------------------------------- |
| Eduard Dietl                                    | 1890         | 1944            | 19-07-1940 | per 1 juni 1942 bevorderd tot Generaloberst                                                     |
| Franz Böhme                                     | 1885         | 1947            | 01-08-1940 |                                                                                                 |
| Ludwig Kübler                                   | 1889         | 1947            | 01-08-1940 |                                                                                                 |
| Valentin Feurstein                              | 1885         | 1970            | 01-11-1941 |                                                                                                 |
| Rudolf Konrad                                   | 1891         | 1964            | 01-03-1942 |                                                                                                 |
| Ferdinand Schörner                              | 1892         | 1973            | 01-06-1942 | per 20 mei 1944 bevorderd tot Generaloberst per 5 april 1945 bevorderd tot Generalfeldmarschall |
| Karl Hubert Lanx                                | 1896         | 1982            | 28-01-1943 |                                                                                                 |
| Hans Kreysing                                   | 1890         | 1969            | 01-11-1943 |                                                                                                 |
| Georg Ritter von Hengl                          | 1897         | 1952            | 01-01-1944 |                                                                                                 |
| Karl Eglseer                                    | 1890         | 1944            | 01-03-1944 |                                                                                                 |
| Julius Alfred Ringel                            | 1889         | 1967            | 01-06-1944 |                                                                                                 |
| Ferdinand Jodl                                  | 1896         | 1956            | 01-09-1944 |                                                                                                 |
| Karl Hans Maximilian von Le Suirre              | 1898         | 1954            | 01-10-1944 |                                                                                                 |
| Kurt Versock                                    | 1895         | 1963            | 01-11-1944 |                                                                                                 |
| Hans Schlemmer                                  | 1893         | 1973            | 09-11-1944 |                                                                                                 |
| Emil Vogel                                      | 1894         | 1985            | 09-11-1944 |                                                                                                 |
| Friedrich Jobst Volckamer von Kirchensittenbach | 1894         | 1989            | 01-01-1945 |                                                                                                 |
| August Winter                                   | 1897         | 1979            | 01-05-1945 |                                                                                                 |

## Galerij

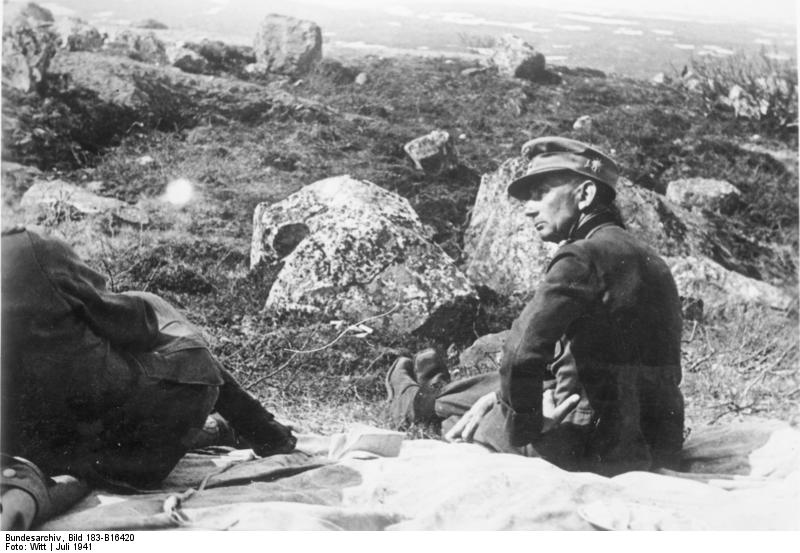
Eduard Dietl als  General der Gebirgstruppe in de Russische toendra (1941).
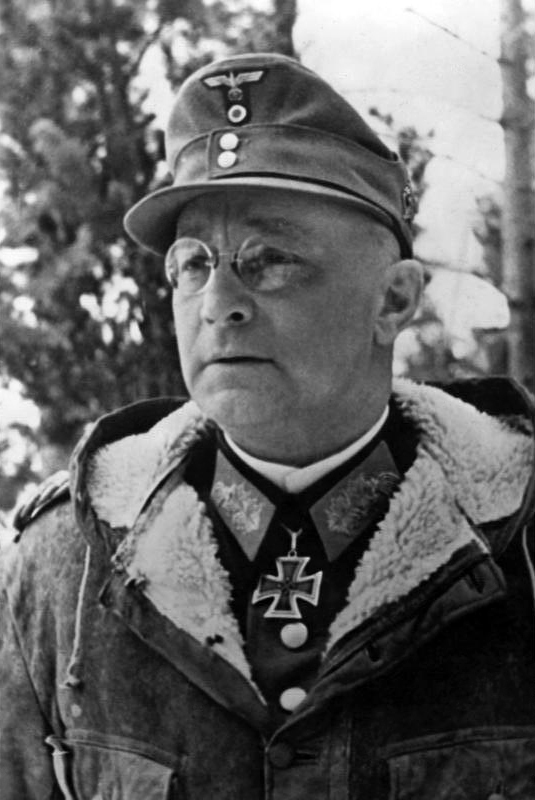
General der Gebirgstruppe Franz Böhme aan het Lapland-front (1943).
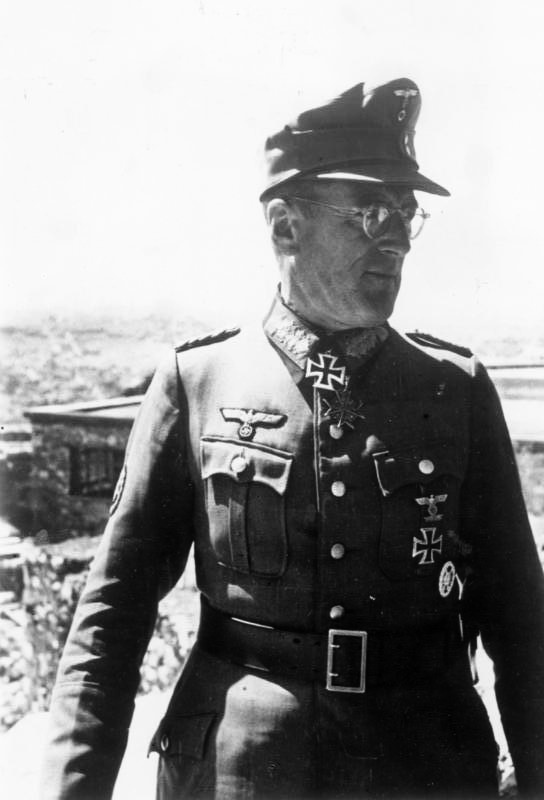
Ferdinand Schörner als General der Gebirgstruppe in Griekenland (1941).